# Sankt Stefan ob Stainz
Sankt Stefan ob Stainz, St. Stefan ob Stainz – gmina w Austrii, w kraju związkowym Styria, w powiecie Deutschlandsberg. Liczy 3543 mieszkańców (1 stycznia 2015).